# Gigavolt
| Grotere/kleinere eenheden | Grotere/kleinere eenheden | Grotere/kleinere eenheden |
| factor                    | naam                      | symbool                   |
| ------------------------- | ------------------------- | ------------------------- |
| 10−6                      | microvolt                 | μV                        |
| 10−3                      | millivolt                 | mV                        |
| 1                         | volt                      | V                         |
| 103                       | kilovolt                  | kV                        |
| 106                       | megavolt                  | MV                        |
| 109                       | gigavolt                  | GV                        |

De gigavolt is een tot het SI behorende afgeleide eenheid. De eenheid heeft het symbool GV. Een gigavolt is gelijk aan 109 V, ofwel 1 000 000 000 volt.
De doorslagspanning van lucht is ruim 3 MV per meter.
Dat betekent dat een onweerswolk op 1000 meter hoogte een spanning moet voeren van 3 GV voordat de bliksem op aarde kan inslaan.